# Temperaturschalter

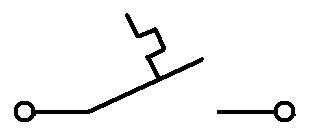
Schaltsymbol für Temperaturschalter bzw. Bimetallschalter

Ein Temperaturschalter oder auch Thermoschalter ist ein Schalter, dessen Schaltzustand sich in Abhängigkeit von der Temperatur ändert. Bauteile, die Temperaturschalter sind, werden vielfach auch als Thermostat bezeichnet.

## Arten, Aufbau und Funktion

### Bimetallschalter

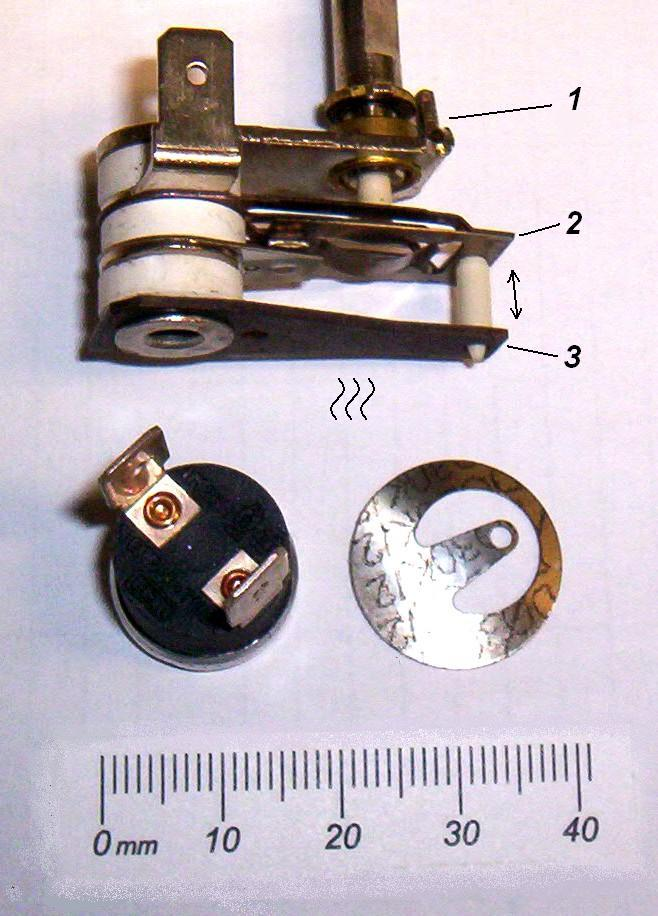
Bimetallschalter; oben mit Sollwerteinstellung (1), Sprungschalter (2) und Bimetallstreifen (3); unten links Bimetallschalter mit fester Schalttemperatur, unten rechts Bimetallscheibe mit Sprungverhalten

Glühlampe, die durch einen eingebauten Bimetallschalter blinkt

#### Einsatz als Temperaturschalter
Wesentliches Element eines temperaturgesteuerten Bimetallschalters ist ein Bimetallstreifen oder -plättchen (Verbund aus zwei  Metallen mit unterschiedlichem Wärmeausdehnungskoeffizient, siehe Bimetall). Der Streifen verbiegt sich und betätigt einen Sprungschalter. Entsprechend gekrümmte Plättchen besitzen selbst ein Sprungverhalten (konkave Krümmung wird schlagartig zu konvexer Krümmung), wodurch bei diesen Schaltern ein nachfolgender Sprungschalter entfallen kann.
Die Schalter bewirken ein Öffnen oder Schließen des Stromkreises, wodurch sich ein Prozess (Heizen, Kühlen, Pumpen usw.) in Gang setzen oder stoppen lässt.
Kleine runde Bimetallschalter mit Sprungverhalten werden verwendet, um Öffner und Schließer für verschiedene feste Nenn- und Schalttemperaturen im Bereich von 50 bis 250 °C zu fertigen. Sie haben oft Flanschbefestigung, um sie mit gutem Wärmekontakt an den zu überwachenden Flächen montieren zu können.
In Wasserkochern lösen sie zum Beispiel beim Erreichen der Siedetemperatur die automatische Abschaltung aus.

#### Einsatz als Überstromsensor bzw. -schalter
Bimetallschalter in Streifenform werden auch mit einer Umwicklung mit Heizdraht gefertigt; sie dienen dann als Auslöser in Überstromschaltern, indem sie auf die Stromwärme des durchfließenden Laststromes reagieren (zum Beispiel in Motorschutzschaltern und Sicherungsautomaten). Solche Bimetallschalter können sehr genau arbeiten, da die entstehende Stromwärme mit dem Quadrat des durchfließenden Stromes, also sehr steil ansteigt.
Manchmal durchfließt der Laststrom bei diesen auch direkt das Bimetall, welches dann, bestimmt durch seine Gestalt, einen definierten elektrischen Widerstand aufweisen muss. Den Schaltkontakt selbst trägt es jedoch nicht, da ansonsten der nicht konstante Kontaktwiderstand einen Einfluss auf die Schaltschwelle hätte.
Auch Bauformen mit gekrümmten Bimetallscheiben mit Sprungverhalten werden gefertigt, bei diesen ist der Heizdraht neben der Scheibe in Form einer Spirale untergebracht (zum Beispiel Überlastschalter an Kompressoren von Kältemaschinen).
Bimetall-Überstromschalter und auch PTC-Sicherungselemente müssen immer mit einem Kurzschlussschutz ergänzt werden (zum Beispiel eine Schmelzsicherung oder der Magnetauslöser in Leitungsschutzschaltern).
Streifenförmige, jedoch mit hochohmiger Heizwicklung arbeitende Bimetallschalter werden als Bimetallrelais bezeichnet; sie sind heute nicht mehr gebräuchlich und dienten zum zeitverzögerten Schalten.

#### Ausführung als Temperatursicherung
Temperatursicherungen oder kurz Thermosicherungen sind selbst rückstellende oder irreversibel auslösende Sicherungselemente zur Abschaltung von Stromkreisen bei Übertemperatur. Sie arbeiten mit Bimetallen, Kaltleitern oder mit einem niedrig schmelzenden Metall definierter Schmelztemperatur (Woodmetall).

### Temperaturschalter mit Flüssigkeit

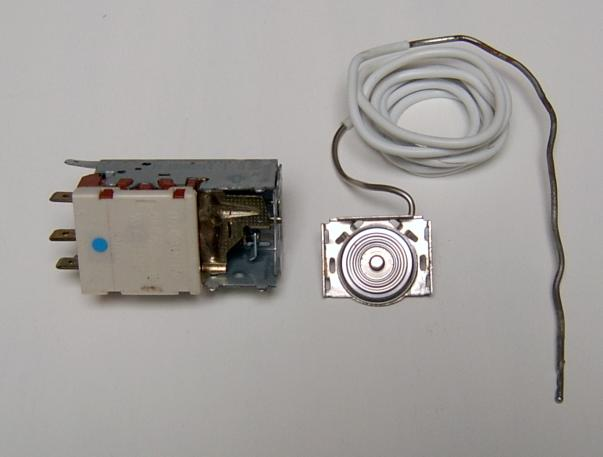
Kühlschrankthermostat mit ausgebauter Druckdose und Kapillarrohr.

Flüssigkeitsgefüllte Temperaturschalter nutzen die Wärmedehnung oder Verdampfung einer Flüssigkeit. Die Flüssigkeit befindet sich in einem hermetisch dichten Gefäß, einem daran angeschlossenen Rohr und einer Druckdose. Die Druckdose betätigt den Schaltkontakt. Die Rohrverbindung kann eine gewisse Länge aufweisen (bis ca. 2 m), sodass der Schalter abseits der Messstelle liegen kann. Solche Temperaturschalter werden für Temperaturen von −20 bis ca. +300 °C gefertigt.
Ein Kühlschrankthermostat funktioniert nach diesem Prinzip. Ein Kapillarrohr enthält eine leicht verdampfbare Flüssigkeit, die je nach Temperatur über eine Membran einer Druckdose auf den Schalter wirkt. Die Empfindlichkeit und damit der gewünschte Temperaturbereich lässt sich über einen Drehknopf einstellen. Hierbei wird der Abstand zwischen Membran und Schalter bzw. der Schaltdruck verändert. Die eigentliche Temperaturmessung erfolgt am Ende des Kapillarrohrs.
Auch Kontaktthermometer sind vom Prinzip her Temperaturschalter, sie werden jedoch nicht so bezeichnet.

### Weitere Bauformen
U. a. in Bügeleisen, Herden und Elektro-Boilern findet man Temperaturschalter, bei denen die unterschiedliche Wärmedehnung verschiedener Werkstoffe genutzt wird, ohne dass diese ein Bimetall bilden. Stabförmige Temperaturschalter in Boilern nutzen zum Beispiel einen in einem Metallrohr befindlichen Glasstab und dessen gegenüber dem Rohr geringeren Wärmeausdehnungskoeffizienten.

Auch die Temperaturüberwachung von Ceran-Kochfeldern arbeitet nach diesem Prinzip.
Bei neueren Bügeleisen dient ein über dem sich stark mit der Temperatur ausdehnenden Aluminiumguss-Grundkörper beidseitig befestigter, leicht gebogener Blechstreifen der Temperaturbestimmung, der einen Sprungschalter für die Heizung betätigt.

## Verwendung
Beispiele für die Anwendung von Temperaturschaltern sind:
- Bügeleisen, Ölradiator: bei Überschreitung der eingestellten Temperatur wird die elektrische Heizung aus-, bei Unterschreitung wieder eingeschaltet (einstellbarer Bimetallschalter)
- Wasserkocher, Toaster: Bei Überschreiten einer je nach Gerät auch fix eingestellten Temperatur wird die elektrische Heizung permanent ausgeschaltet. Ein Wiedereinschalten ist erst durch eine erneute mechanische Betätigung des Schalters durch den Benutzer möglich.
- Übertemperaturschutz: bei Überschreitung einer bestimmten Temperatur wird eine Warnung ausgelöst oder eine Kühlung eingeschaltet (Festwert-Bimetallschalter)
- Temperaturregler im Backofen oder im Kühlschrank: die Heizung wird aus- bzw. die Kühlung wird eingeschaltet, wenn eine bestimmte Temperatur erreicht ist (einstellbarer Flüssigkeits-Thermostatschalter)
- durch elektrischen Strom erhitzte Bimetallschalter werden in Sicherungsautomaten, Überstromschaltern und Motorschutzschaltern eingesetzt.